# Koncernregnskab
Et koncernregnskab er et regnskab, som udarbejdes for en koncern på en sådan måde, at regnskabet ser ud som det ville se ud, såfremt alle virksomhederne i koncernen var én virksomhed.
Koncernregnskaber udarbejdes, fordi disse giver et bedre billede af den økonomiske og finansielle udvikling, koncernens risikoprofil og dermed en prognose for koncernens fremtid for regnskabsbrugeren.
Et koncernregnskab udarbejdes ved, at de enkelte virksomheders regnskaber så at sige lægges sammen (konsolideres), hvorefter dobbeltregning og koncerninterne forhold fjernes (elimineres). Denne proces kan kompliceres af besiddelse af varelagre og anlægsaktiver, som er fremstillet i koncernen. Ydermere vil forhold som koncerngoodwill, minoritetsinteresser og dattervirksomheder, som opererer med en fremmed valuta, skabe problemstillinger, som ikke kendes fra regnskabet for en enkelt virksomhed.

## Koncernafgrænsning
Ved udarbejdelsen af koncernregnskabet må det indledningsvis afklares, hvilke virksomheder der skal være omfattet af regnskabet. Ifølge koncern-definitionen omfatter koncernen en modervirksomhed (moderselskab) og en eller flere dattervirksomheder, hvor modervirksomheden øver en bestemmende indflydelse på dattervirksomhederne. Indflydelsen kan være baseret på ejerskab af andele, som giver adgang til flertallet af stemmerne, aftaler med (andre) ejere, men også foreligge, hvor modervirksomheden besidder et mindretal af stemmerne, mens de øvrige stemmer er spredt på mange inaktive ejere.
Det kan være muligt at udelade en dattervirksomhed fra koncernregnskabet, hvis praktiske forhold gør det umuligt at få brugbare informationer om dette til regnskabet. Det samme hvis dette selskab er uvæsentligt og atypisk i forhold til koncernen i øvrigt, og inddragelse af det ville reducere kvaliteten af det samlede koncernregnskab. Udelades en dattervirksomhed fra det konsoliderede koncernregnskab, skal dette oplyses, og denne dattervirksomhed medtages på samme måde som associerede virksomheder.
Det bemærkes, at der er tale om dattervirksomheder, ikke datterselskaber. Dattervirksomhedernes ejerform er ikke afgørende for, om selskabet skal medtages – det er den reelle bestemmende indflydelse, som er afgørende.
Ved etablering af et koncernforhold medtages dattervirksomheden fra den dag, hvor den bestemmende indflydelse opstår. Dette følger af, at opnåelsen af den bestemmende indflydelse skal sidestilles med, at koncernen overtager alle dattervirksomhedens enkeltdele (aktiver og forpligtelser). I koncernregnskabet medtages i resultatopgørelsen den del af dattervirksomhedens resultat, som ligger efter denne dato, og i balancen medtages hele dattervirksomheden i ultimobalancen. Ved ophør af koncernforholdet medtages dattervirksomheden tilsvarende frem til den dag, hvor den bestemmende indflydelse ophører.

## Koncerngoodwill
En koncern opstår, når modervirksomheden opnår en bestemmende indflydelse på dattervirksomheden. Koncernetablering indebærer som hovedregel erhvervelse af ejerandele – kapitalandele – i dattervirksomheden.
I og med, at koncernen regnskabsmæssigt skal behandles, som om der er tale om én virksomhed, skal overtagelsen vises, som om moderselskabet overtager de enkelte aktiver og forpligtelser; kaldet overtagelsesmetoden. Dette vil indebære en stillingtagen til, om dattervirksomheden har bogført disse til reel dagspris, hvilket sjældent vil være tilfældet. Forskellene indarbejdes i koncernregnskabet og vil kunne medføre afvigende afskrivninger og amortiseringer.
Har man betalt mere for kapitalandelene end disses dagsværdi, er der tale om koncerngoodwill, som både i moderselskabet og i koncernregnskabet afskrives over en årrække. Der kan også være tale om koncernbadwill, hvor man har betalt mindre for dattervirksomheden, end denne er bogført til.

## Minoritet
Koncerndefinitionen indebærer ikke, at moderselskabet nødvendigvis vil skulle eje hele dattervirksomheden – der kræves blot en bestemmende indflydelse. Da der kun kan være én bestemmende part, vil øvrige parter have en beskeden indflydelse, men dog have en ejerandel af en del af koncernens nettoaktiver.
Ved udarbejdelse af koncernregnskabet ses i først omgang bort fra minoritetsandelene; regnskabet udarbejdes som om, der er tale om én enhed. Efter elimination af koncerninterne transaktioner fratrækkes minoritetens andel af både resultat og egenkapital. Det resterende tilhører moderselskabets og dermed koncernens ejere.
Værdiansættelse af minoritetens ejerandel kan ske på forskellig vis:
1. Man kan benytte dattervirksomhedens bogførte egenkapital (indre værdi).
2. Man kan eliminiere koncerninterne fortjenester: Har dattervirksomheden solgt varer til andre koncernvirksomheder, medregnes fortjenesten først i dattervirksomheden, når varerne sælges ud af koncernen.
3. Man kan benytte den omvurderede værdi af dattervirksomhedens nettoaktiver ved etableringen af koncernforholdet – altså værdien eksklusiv koncerngoodwill.
4. Man kan benytte den pris, moderselskabet har været villig til at betale ved etableringen af koncernforholdet – altså medregne koncerngoodwill til minoritetens andele også.

Den danske årsregnskabslov tager ikke stilling til, hvilken metode skal anvendes. Danske børsnoterede selskaber vil skulle anvende ifølge IFRS 3 fra 2004 skulle benytte den omvurderede værdi uden koncerngoodwill

## Udarbejdelse
Ved udarbejdelse af et koncernregnskab skal der først ske sammendragning; populært sagt lægges de enkelte regnskaber sammen, idet det sikres at de enkelte poster har samme betydning. Dernæst elimineres de dele af posterne, som ikke ville optræde, hvis koncernen var én virksomhed – herunder fjernes moderselskabets ejerskab (aktiv) af dattervirksomhedens samt dattervirksomhedens egenkapital. De foretagne korrektioner kan indebære en skattemæssig tidsmæssig forskydning, som vises.

### Sammendragning
Ved sammendragning sammenlægges regnskaberne for de enkelte virksomheder så at sige på tværs. Dette forudsætter naturligvis, at regnskaberne har samme opdeling på regnskabsposter og periode. Har dattervirksomheden en afvigende opdeling må moderselskabet benytte sin bestemmende indflydelse til at få de nødvendige oplysninger.
Det er hele dattervirksomheden, som sammendrages, uanset at moderselskabet ikke måtte eje hele dattervirksomheden. Dette er en konsekvens af, at moderselskabet i kraft af sin bestemmende indflydelse kontrollerer døtrenes samlede aktiver. Eventulle medejeres andel af resultat og egenkapital medtages særskilt – se afsnittet minoritet.
Ved sammendragning kan der ske en reklassificering af enkelte poster; eksempelvis kan en ekstraordinær post i en dattervirksomheds resultatopgørelse godt høre under de ordinære poster i sammenhæng.

### Elimination
Eliminationen skal fjerne effekten af transaktioner, som er koncerninterne, således at kun koncerneksterne poster indgår i regnskabet.

#### Intern omsætning
Koncernintern omsætning skal elimineres, idet koncernen under ét ikke har haft den interne omsætning. Hvis man ikke foretog eliminationen, ville koncerns aktivitet fremstå som summen af virksomhedernes omsætning – hvilket ikke repræsenterer den reelle aktivitet i forhold til omverdenen.
I eksemplet nedenfor har modervirksomheden kun solgt varer til dattervirksomheden. Omsætning (moderens) og vareforbrug (datterens) reduceres lige meget, og koncernens resultat bliver derfor summen af resultaterne for de to virksomheder.
| Elimination af koncernintern omsætning \| Tekst \| \| Moder \| Moder \| \| Datter \| Datter \| \| Elimination \| Elimination \| \| Koncern \| Koncern \| \| Resultatopgørelse \| \| \| \| \| \| \| \| \| \| \| \| \| \| Omsætning \| \| \| 200 \| \| \| 300 \| \| 200 \| \| \| \| 300 \| \| Vareforbrug \| \| 100 \| \| \| 200 \| \| \| \| 200 \| \| 100 \| \| \| Årets resultat \| \| \| 100 \| \| \| 100 \| \| \| 0 \| \| \| 200 \| Moderselskabet har købt varer for 100, solgt dem videre for 200 til dattervirksomheden, som atter har videresolgt disse for 300. |  |       |       |  |        |        |  |             |             |  |         |         |
| Tekst |  | Moder | Moder |  | Datter | Datter |  | Elimination | Elimination |  | Koncern | Koncern |
| Resultatopgørelse |  |       |       |  |        |        |  |             |             |  |         |         |
| Omsætning |  |       | 200   |  |        | 300    |  | 200         |             |  |         | 300     |
| Vareforbrug |  | 100   |       |  | 200    |        |  |             | 200         |  | 100     |         |
| Årets resultat |  |       | 100   |  |        | 100    |  |             | 0           |  |         | 200     |

#### Urealiseret intern avance
Såfremt en koncernvirksomhed sælger varer med avance til en anden koncernvirksomhed, som ved periodens udgang ikke har videresolgt disse varer, vil den sælgende virksomheds avance ikke være realiseret i koncernsammenhæng. Værdien af varelageret vil derfor skulle nedvurderes til koncernens kostpris med den effekt, at koncernens egenkapital bliver mindre. Ligeledes vil koncernens resultat skulle forringes med den ikke realiserede avance; dette opnås ved at forøge vareforbruget med den ikke realiserede avance.
I eksemplet nedenfor har moderselskabet købt varer for 100 og solgt disse videre til dattervirksomheden for 200; dattervirksomheden har solgt halvdelen for 150 og har stadig den anden halvdel liggende på lageret. Af moderselskabets avance på 100 er halvdelen altså ikke realiseret i koncern-sammenhæng.
| Elimination af koncerninterne avancer \| Tekst \| \| Moder \| Moder \| \| Datter \| Datter \| \| Elimination \| Elimination \| \| Koncern \| Koncern \| \| Resultatopgørelse \| \| \| \| \| \| \| \| \| \| \| \| \| \| Omsætning \| \| \| 200 \| \| \| 150 \| \| 200 \| \| \| \| 150 \| \| Vareforbrug \| \| 100 \| \| \| 100 \| \| \| 50 \| 200 \| \| 50 \| \| \| Årets resultat \| \| \| 100 \| \| \| 50 \| \| 50 \| \| \| \| 100 \| \| Varelager \| \| \| \| \| 100 \| \| \| \| 50 \| \| 50 \| \| Se eksemplets forudsætninger i teksten. |  |       |       |  |        |        |  |             |             |  |         |         |
| Tekst |  | Moder | Moder |  | Datter | Datter |  | Elimination | Elimination |  | Koncern | Koncern |
| Resultatopgørelse |  |       |       |  |        |        |  |             |             |  |         |         |
| Omsætning |  |       | 200   |  |        | 150    |  | 200         |             |  |         | 150     |
| Vareforbrug |  | 100   |       |  | 100    |        |  | 50          | 200         |  | 50      |         |
| Årets resultat |  |       | 100   |  |        | 50     |  | 50          |             |  |         | 100     |
| Varelager |  |       |       |  | 100    |        |  |             | 50          |  | 50      |         |

Såfremt dattervirksomheden i det efterfølgende år afhænder de resterende varer til 150, vil en ”ekstra” avance på 50 blive realiseret i koncernsammenhæng.
Generelt gælder, at det er ændringen i ”ikke-realiseret avance”, som elimineres som vist i eksemplet.

#### Intern avance på anlægsaktiver
Har en koncernvirksomhed erhvervet et anlægsaktiv fra en anden koncernvirksomhed, hvorved den anden virksomhed har opnået en fortjeneste, vil denne fortjeneste skulle eliminieres. Dette indebærer, at anlægsaktivet i koncernsammenhæng er anskaffet til den sælgende virksomheds kostpris og altså at afskrivningsgrundlaget er lavere; dermed skal også afskrivningerne være lavere.
I eksemplet nedenfor har moderselskabet frembragt en maskine for 900 og ved starten af regnskabsåret solgt denne videre til dattervirksomheden for 1000; dattervirksomheden afskriver maskinen lineært over 20 år, altså med 50 pr. år.
| Elimination af koncerninterne avancer på anlægsaktiv \| Tekst \| \| Moder \| Moder \| \| Datter \| Datter \| \| Elimination \| Elimination \| \| Koncern \| Koncern \| \| Resultatopgørelse \| \| \| \| \| \| \| \| \| \| \| \| \| \| Omsætning \| \| \| 1000 \| \| \| \| \| 1000 \| \| \| \| 0 \| \| Vareforbrug \| \| 900 \| \| \| \| \| \| \| 900 \| \| 0 \| \| \| Afskrivning \| \| \| \| \| 50 \| \| \| \| 5 \| \| 45 \| \| \| Årets resultat \| \| \| 100 \| \| 50 \| \| \| 95 \| \| \| 45 \| \| \| Fyskiske anlæg \| \| \| \| \| 1000 \| \| \| \| 100 \| \| 900 \| \| \| - akkumulerede afskr. \| \| \| \| \| \| 50 \| \| 5 \| \| \| \| 45 \| Se eksemplets forudsætninger i teksten. |  |       |       |  |        |        |  |             |             |  |         |         |
| Tekst |  | Moder | Moder |  | Datter | Datter |  | Elimination | Elimination |  | Koncern | Koncern |
| Resultatopgørelse |  |       |       |  |        |        |  |             |             |  |         |         |
| Omsætning |  |       | 1000  |  |        |        |  | 1000        |             |  |         | 0       |
| Vareforbrug |  | 900   |       |  |        |        |  |             | 900         |  | 0       |         |
| Afskrivning |  |       |       |  | 50     |        |  |             | 5           |  | 45      |         |
| Årets resultat |  |       | 100   |  | 50     |        |  | 95          |             |  | 45      |         |
| Fyskiske anlæg |  |       |       |  | 1000   |        |  |             | 100         |  | 900     |         |
| - akkumulerede afskr. |  |       |       |  |        | 50     |  | 5           |             |  |         | 45      |

Resultatet af eliminationen er, at årets overskud reduceres med 95; fortjenesten bliver 100 mindre, men samtidig bliver afskrivninger 5 mindre. Værdien af anlægsaktiverne reduceres tilsvarende med 95 – det samme gælder egenkapitalen.

### Udligning af kapitalandele
Blandt moderselskabets anlægsaktiver vil dattervirksomheden optræde, svarende til egenkapitalen i dattervirksomhedens balance. Disse to poster er koncerninterne og udlignes mod hinanden. Tilsvarende vil dattervirksomhedens resultat indgå i modervirksomhedens resultatopgørelse; også dette er dobbeltregning, som skal elimineres.
I eksemplet nedenfor opnår dattervirksomheden et overskud på 50, som moderselskabet medtager som indtjent på kapitalandele (indre værdis metode). Dette overskud skal kun medregnes én gang, hvorfor moderselskabets indtægtsførsel elimineres. Tilsvarende findes dattervirsomheden optaget blandt moderselskabets kapitalandele; men dattervirksomhedens værdi er jo netop medregnet i og med, at dets nettoaktiver regnes med i konsolideringen.
| Udligning af kapitalandele \| Tekst \| \| Moder \| Moder \| \| Datter \| Datter \| \| Elimination \| Elimination \| \| Koncern \| Koncern \| \| Resultatopgørelse \| \| \| \| \| \| \| \| \| \| \| \| \| \| Resultat af kapitalandele \| \| \| 50 \| \| \| \| \| 50 \| \| \| \| 0 \| \| Årets resultat \| \| \| 150 \| \| \| 50 \| \| 50 \| \| \| \| 150 \| \| Kapitalandele i dattervirksomheder \| \| 400 \| \| \| \| \| \| \| 400 \| \| 0 \| \| \| Koncerngoodwill \| \| 100 \| \| \| \| \| \| \| 100 \| \| 0 \| \| \| Egenkapital \| \| \| \| \| \| \| \| \| \| \| \| \| \| Aktiekapital \| \| \| 1000 \| \| \| 200 \| \| 200 \| \| \| \| 1000 \| \| Overført resultat \| \| \| 300 \| \| \| 300 \| \| 300 \| \| \| \| 300 \| Se eksemplets forudsætninger i teksten. |  |       |       |  |        |        |  |             |             |  |         |         |
| Tekst |  | Moder | Moder |  | Datter | Datter |  | Elimination | Elimination |  | Koncern | Koncern |
| Resultatopgørelse |  |       |       |  |        |        |  |             |             |  |         |         |
| Resultat af kapitalandele |  |       | 50    |  |        |        |  | 50          |             |  |         | 0       |
| Årets resultat |  |       | 150   |  |        | 50     |  | 50          |             |  |         | 150     |
| Kapitalandele i dattervirksomheder |  | 400   |       |  |        |        |  |             | 400         |  | 0       |         |
| Koncerngoodwill |  | 100   |       |  |        |        |  |             | 100         |  | 0       |         |
| Egenkapital |  |       |       |  |        |        |  |             |             |  |         |         |
| Aktiekapital |  |       | 1000  |  |        | 200    |  | 200         |             |  |         | 1000    |
| Overført resultat |  |       | 300   |  |        | 300    |  | 300         |             |  |         | 300     |

Resultatet af eliminationen er, at datterselskabets resultat og egenkapital så at sige forsvinder ind i koncernregnskabets enkeltposter.

### Skattekorrektion
En del af de korrektioner, som føres i resultatopgørelsen, ville have påvirket årets skat, såfremt der reelt havde været tale om én virksomhed. Fx ville dattervirksomhedens fortjeneste på et vareparti, som stadig ligger på lager hos moderselskabet, ikke være skattepligtig, såfremt der var tale om én virksomhed – i så fald ville skat af årets resultat være blevet mindre. Dette korrigeres i koncernregnskabet, ved at balanceposten udskudt skat justeres (reduceres i eksemplet).

### Valutaomregning
Aflægger en dattervirksomhed regnskab i en fremmed valuta, opstår problemet omkring valutaomregning. Der findes to løsningsmuligheder hertil, nettoinvesteringsmetoden og temporalmetoden.

#### Nettoinvesteringsmetoden
Selvstændige udenlandske enheder omregnes normalt efter nettoinvesteringsmetoden. Denne består i, at balancen konsolideres med balancedagens valutakurs, mens resultatopgørelsen opgøres til transaktionsdagens kurs. I praksis er det ganske besværligt at omregne alle enkelttransaktioner til dagens, hvorfor et gennemsnitskurs anvendes i praksis.
Omregningerne fører til to valutakursdifferencer; én på egenkapital primo og en anden på årets resultat; begge føres direkte på egenkapitalen.

#### Temporalmetoden
Udenlandske dattervirksomheder, som er integreret i moderselskabet føres normalt efter temporalmetoden. Metoden svarer til, at moderselskabet har et udenlandsk driftssted, som direkte indgår i moderselskabets regnskab. Efter denne omsættes balancens monetære poster efter balancedagens kurs, balancens ikke-monetære poster til historiske kurser og resultatopgørelsen til transaktionsdagens kurs.
Valutakursdifferencer opstår kun på monetære poster og ved omvurdering af balanceposter, og medtages da i resultatopgørelsen under de finansielle poster.

### Pengestrømsopgørelse
Pengestrømsopgørelsen for koncernen udarbejdes på samme måde som for en enkelt virksomhed: Dattervirksomheder medregnes fuldt ud, der elimineres for koncerninterne betalinger, og minoritetens effekt består udelukkende i dennes betalte udbytte for året.

### Beretning og noter
Moderselskabet vil skulle udarbejde beretning og noter for såvel selskabet selv som koncernen. Herunder redegøres for koncernens struktur og den valgte koncernregnskabspraksis.

## Associerede virksomheder
Associerede virksomheder er virksomheder, som ikke er dattervirksomheder (der er ikke en bestemmende indflydelse), men hvor et "moderselskab" dog har en betydelig indflydelse. I praksis antages en ejerandel på mellem 20% og 50% at indikere et associationsforhold. Da der ikke foreligger en bestemmende indflydelse, vil "moderen" sjældent have held med at få samme regnskabspraksis som i eget regnskab, lige som man ikke altid vil kunne få alle informationer om interne priser og lignende. Associerede virksomheder medtages i både moderselskabets regnskab og i koncernregnskabet til indre værdis metode.

## Regler og standarder
Internationalt følges især standarderne fra IAS 27 (Koncernregnskaber) og 28 (Associerede virksomheder).
I Danmark fastlægges kravene til koncernregnskabet i årsregnskabslovens kapitel 13 og 14 samt i regnskabsvejledning 18. Disse bestemmelser bygger på EU's 7. direktiv.